# Lillträsket (Ljusterö socken, Uppland)
Lillträsket är en sjö i Österåkers kommun i Uppland och ingår i Norrtäljeån-Åkerströms kustområde.